# Xeranobium cinereum
Xeranobium cinereum är en skalbaggsart som först beskrevs av Horn 1894.  Xeranobium cinereum ingår i släktet Xeranobium och familjen trägnagare. Inga underarter finns listade i Catalogue of Life.